# Mário Pasqualotto
Mário Pasqualotto (ur. 25 czerwca 1938 w Valenza) – włoski duchowny rzymskokatolicki posługujący w Brazylii, w latach 1999-2013 biskup pomocniczy Manaus.

## Życiorys
Święcenia kapłańskie przyjął 26 czerwca 1965. 2 czerwca 1999 został prekonizowany biskupem pomocniczym Manaus ze stolicą tytularną Vicus Caesaris. Sakrę biskupią otrzymał 15 sierpnia 1999. 17 lipca 2013 przeszedł na emeryturę.